# 토스노

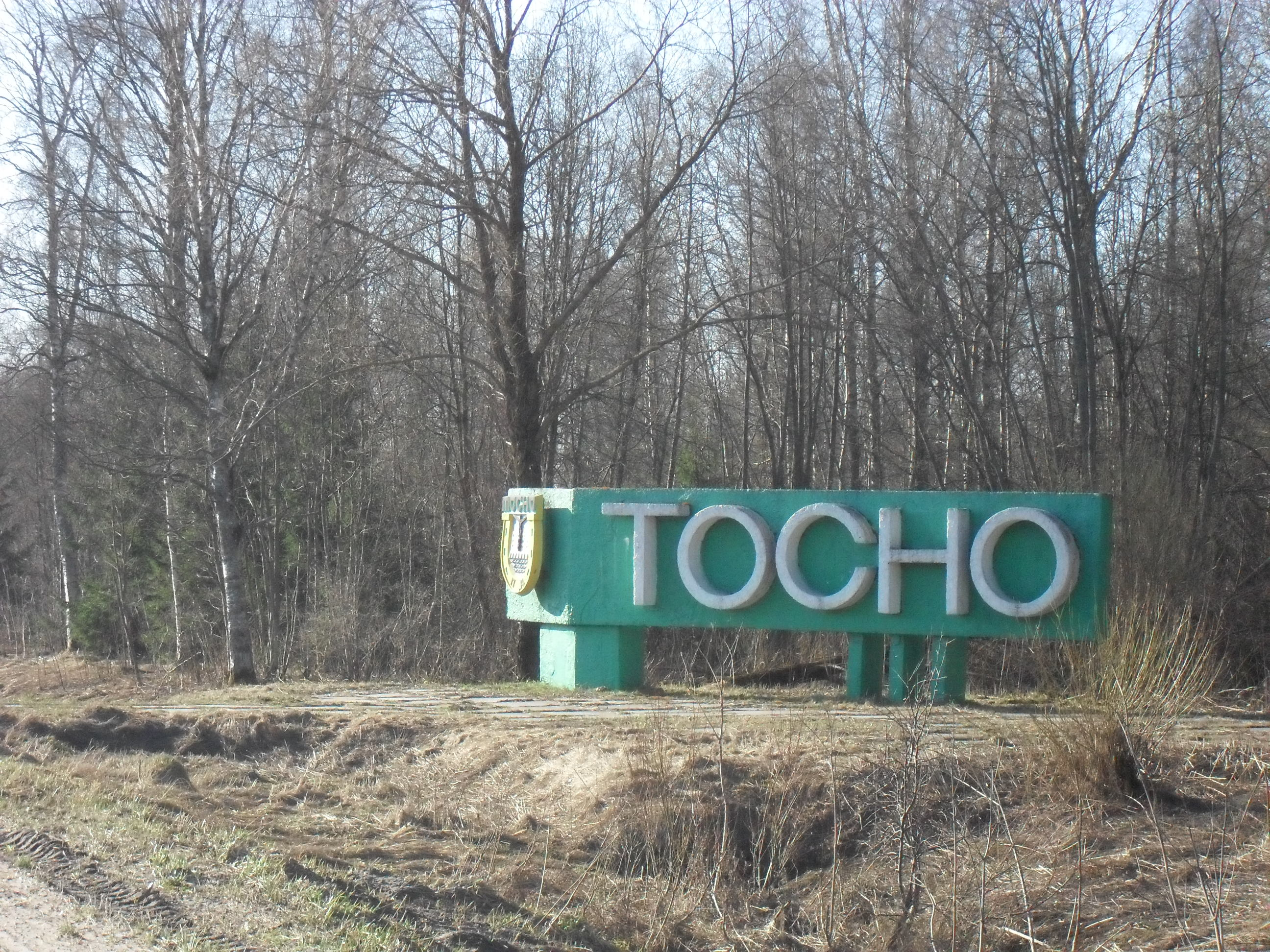
토스노

토스노(러시아어: То́сно)는 러시아 레닌그라드주 남서부에 위치한 도시로 인구는 39,101명(2010년 기준)이다. 상트페테르부르크(레닌그라드 주의 주도)에서 남동쪽으로 53km 정도 떨어진 곳에 위치한다.